# Константен, Луи
Луи Константе́н (фр. Louis Constantin; ок. 1585, Париж — октябрь 1657, там же) — французский композитор, скрипач, обладатель пожизненного титула «Король скрипачей» и глава Менестрандизы с 1624 по 1641 годы.

## Биография
Луи Константен был членом придворного скрипичного ансамбля «Двадцать четыре скрипки короля».
В 1624 году Людовик XIII утверждает Луи Константена главой Менестрандизы, корпорации народных менестрелей, жонглеров и исполнителей на виеле, возникшей ещё в 1321 году. Константен провозглашается «королем и мэтром менестрелей и всех игрецов инструментов, высоких и низких, королевства». Также он стал членом парижского «Братства святого Юлиана», объединявшего «игрецов на инструментах» (joueurs d’instruments), то есть музыкантов-инструменталистов.
В 1655 году он передаёт своё место в ансамбле «Двадцать четыре скрипки короля» своему племяннику Антуану Денуайе (Antoine Desnoyers); его сын Жан Константен стал членом ансамбля ещё до 1655 года.
Умер в октябре 1657 года. Церемония захоронения Луи Константина состоялась в церкви Сен-Сюльпис в Париже 25 октября 1657 года.

## Сочинения
До наших дней дошло только одно его музыкальное произведение под названием La Pacifique для шести (вероятно, струнных) инструментов.